# Samuel Zborowski
Samuel Zborowski herbu Jastrzębiec (ur. ok. 1540, zm. 26 maja 1584) – hetman kozacki, rotmistrz królewski, kalwinista.

## Życiorys

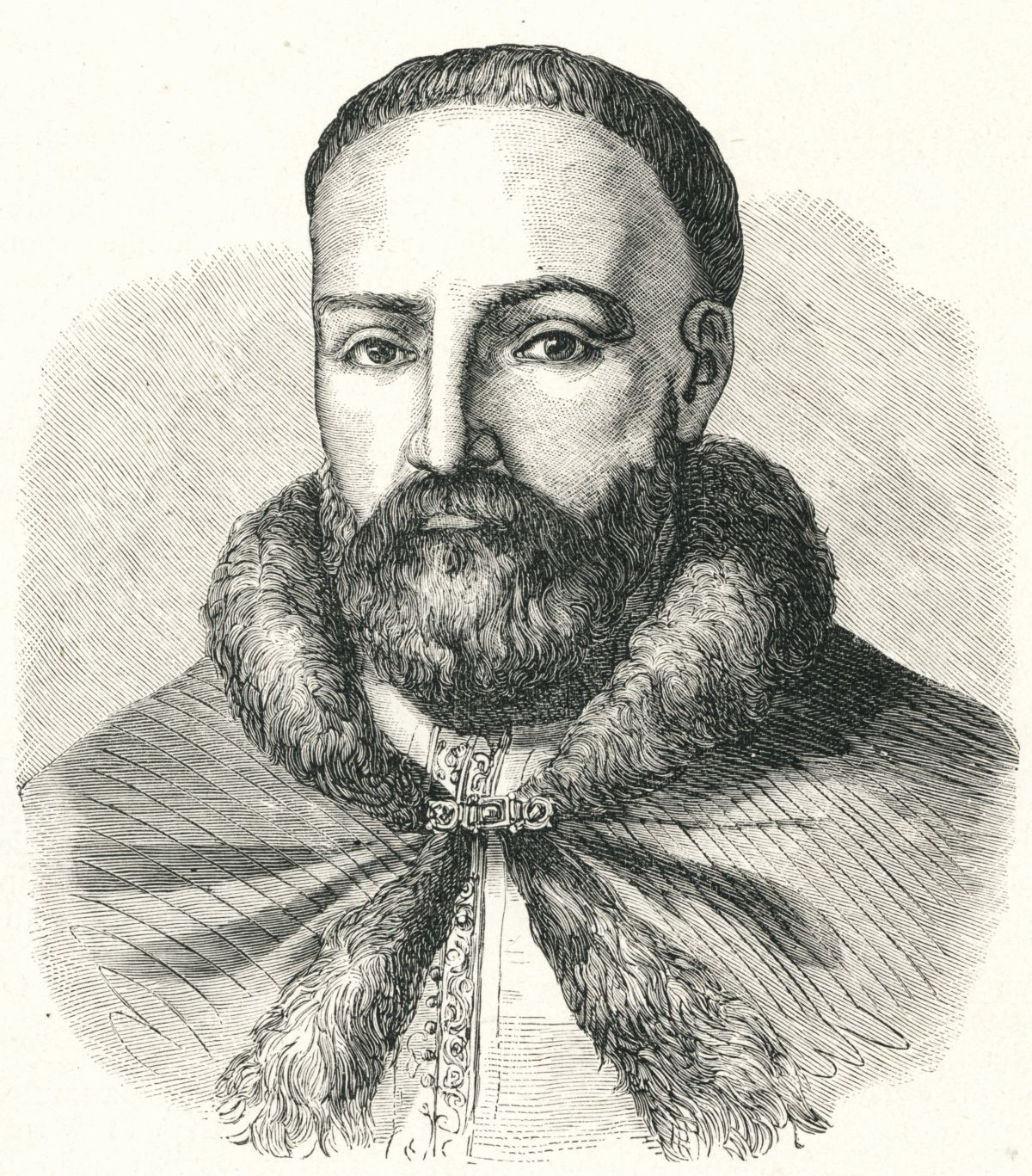
Portret Samuela Zborowskiego
drzeworyt Feliksa Zabłockiego na podstawie rysunku Franciszka Tegazzo, przed 1874

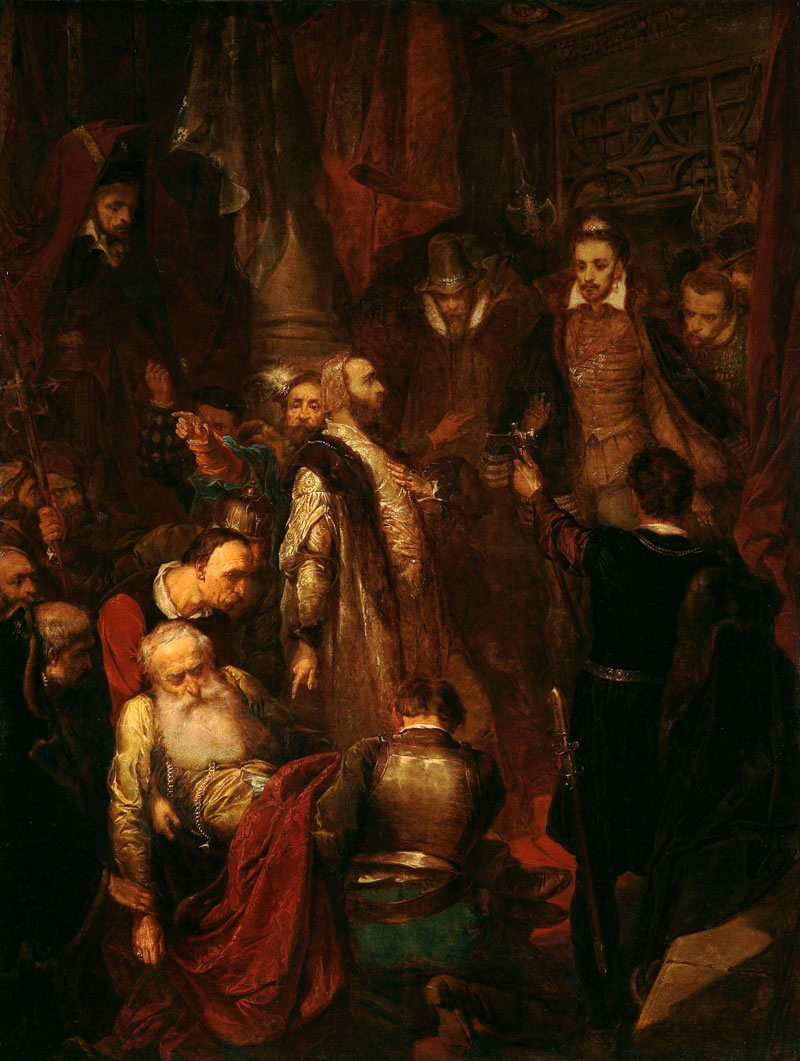
Jan Matejko, Zabicie Wapowskiego w czasie koronacji Henryka Walezego

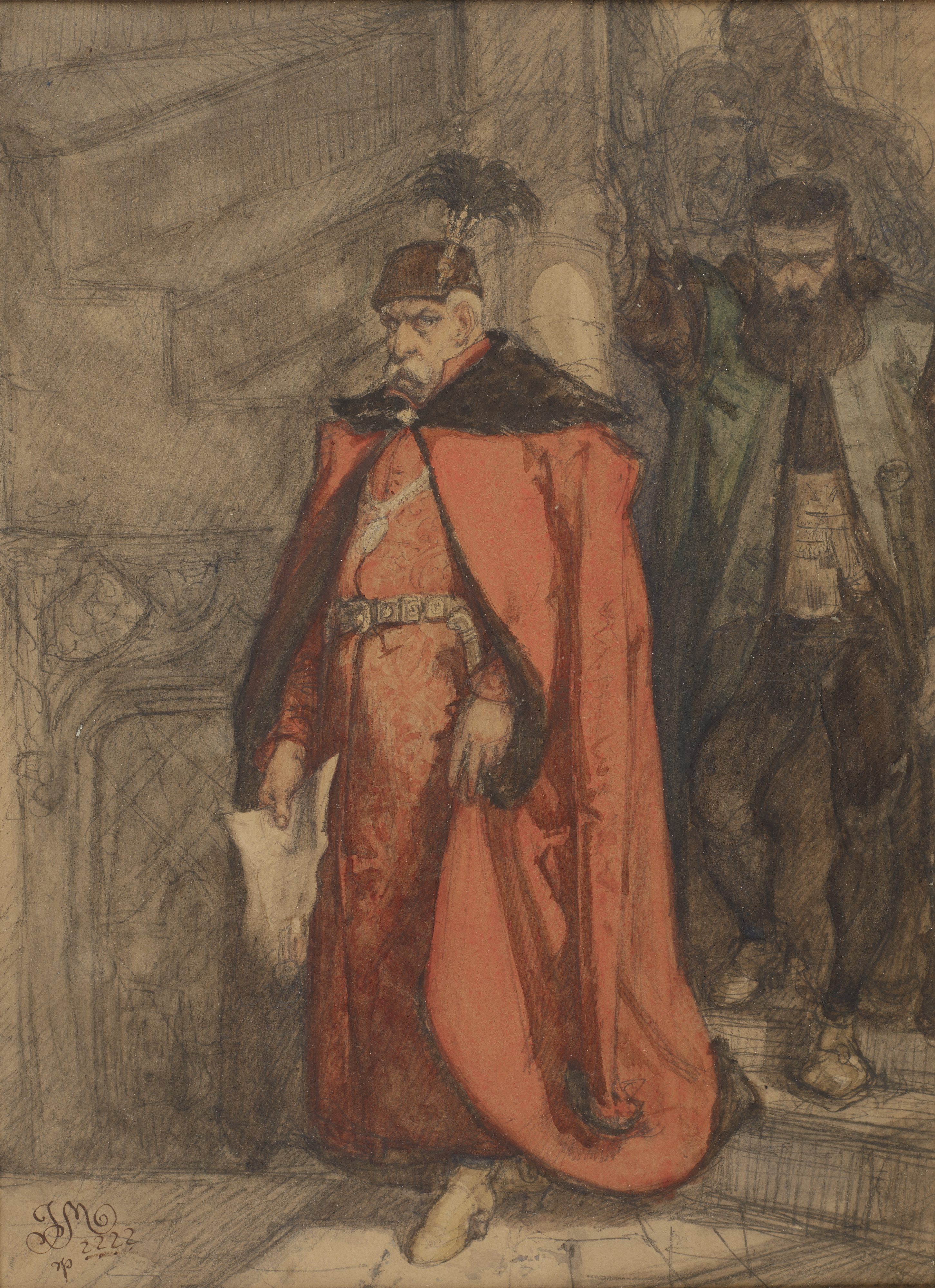
Jan Matejko, Jan Zamoyski idący obwieścić wyrok śmierci Zborowskiemu, 1860

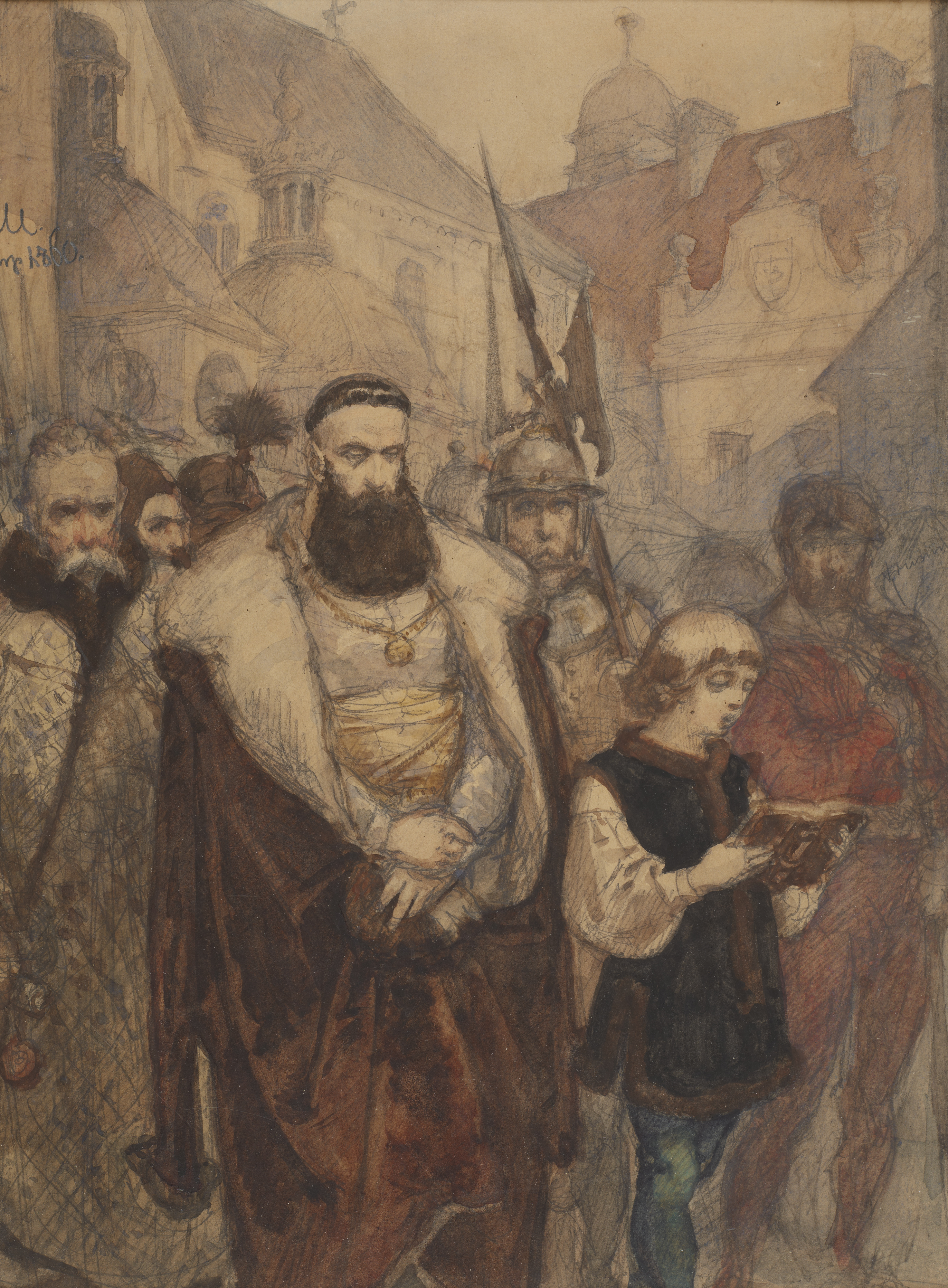
Jan Matejko, Samuel Zborowski prowadzony na śmierć, 1860

Był synem Marcina Zborowskiego i Anny z Konarskich herbu Abdank. Żonaty z Zofią Jordan, córką Spytka Wawrzyńca Jordana, kasztelana krakowskiego.
Studiował we Frankfurcie nad Odrą, Wittenberdze, Monachium, w Wiedniu w 1557 roku.
Poseł na sejm konwokacyjny 1573 roku z ziemi lwowskiej. W 1574, w czasie uroczystości koronacyjnych Henryka Walezego na Wawelu, doszło do walki pomiędzy Samuelem Zborowskim i Karwatem, sługą Jana Tęczyńskiego, kasztelana wojnickiego. Pragnąc ratować powagę chwili, próbę rozdzielenia walczących podjął Andrzej Wapowski, kasztelan przemyski. Zdenerwowany interwencją Samuel Zborowski uderzył Wapowskiego czekanem w głowę, wskutek czego tenże zmarł. Za morderstwo dokonane w afekcie król skazał Samuela na banicję.
Przebywał na wygnaniu w Siedmiogrodzie na dworze Stefana Batorego, z którym, nie bacząc na ciążący na nim wyrok, przyjechał do Rzeczypospolitej w roku 1576. Udał się na Sicz zaporoską, gdzie jako hetman kozacki wziął udział w wojnie z Rosją (1580). Spiskował z Habsburgami przeciwko królowi. Groził zamachem na króla Stefana Batorego. Za namową Habsburgów w lecie 1583 bez zgody króla wyprawił się na tereny tureckie, niszcząc przy okazji należące do Jana Zamoyskiego Jahorlik i Tiahiń. Spowodowało to pogorszenie stosunków z sułtanem Muradem III, który zagroził wojną, gdyby nie ukarano winnych. Gdy w końcu kwietnia 1584 Samuel Zborowski pociągnął zbrojnie do swej ukochanej siostrzenicy w Piekarach, nie kryjąc, że celem wyprawy jest Kraków, Jan Zamoyski wydał rozkaz egzekucji dekretu z 1574. Była to rzecz bez precedensu w dotychczasowej historii egzekucji prawa w Polsce szlacheckiej. 11 maja 1584 Samuel Zborowski został ujęty w Piekarach i osadzony jako niebezpieczny złoczyńca w wieży zamku na Wawelu. Egzekutorami rozkazu kanclerza Zamoyskiego byli ówczesny wojewodzic bełski Stanisław Żółkiewski i podstarości krakowski Wacław Urowiecki. Na nic zdały się protesty możnowładców, interwencja deputowanych szlachty województwa krakowskiego, którzy jeszcze w dniu 19 maja 1584 r. żądali u kanclerza, aby sprawę Zborowskiego przekazał do decyzji sejmu. Bez rezultatu – kanclerz podjął decyzję za wcześniejszym werbalnym przyzwoleniem króla Stefana Batorego, który wyraził się o Samuelu Zborowskim: Canis mortuus non mordet (Nieżywy pies nie gryzie).
Kanclerz Zamoyski, który był prawnikiem, w noc poprzedzającą stracenie próbował jeszcze wymóc na Samuelu zeznania dotyczące spisku familii Zborowskich, które sankcjonowałyby wyrok śmierci. Rozmowa odbyła się w cztery oczy i zapewne nie spełniła oczekiwań kanclerza, skoro ten zrewanżował się w sposób niegodny i nieprawny, nie spełniając ostatniego życzenia skazanego – Samuel poprosił o ostatnią posługę ministra (pastora protestanckiego) lub kapłana. Zamoyski odmówił.
Samuel Zborowski został ścięty na dziedzińcu zamku wawelskiego 26 maja 1584. Jego niewprawnie odrąbana głowa skoczyła [...] trzy razy ku Urowieckiemu, aż się jej umykał – jak zapisał w swoim „Pamiętniku” siostrzeniec Zborowskich, wojewoda Jan Zbigniew Ossoliński, świadek stracenia.
Po ciało Samuela Zborowskiego przyjechał pan marszałek, brat jego (Andrzej Zborowski) i do Oleśnice zawiózł. W Krakowie i kraju pozostało natomiast piwo Zamoyskiego, jak współcześni nazwali atmosferę buntu, spowodowaną ścięciem Samuela Zborowskiego. Że wielki tumult ludzki i smętek był... i wrzawa – co zapisał Zbigniew Ossoliński, świadczyła powstająca na gorąco literatura, która z Samuela czyniła ofiarę prywatnej zemsty kanclerza i nietolerancji, męczennika wolności.
W skardze wniesionej 30 października 1584 przez Andrzeja Zborowskiego i jego braci śmierć Samuela określono jako morderstwo i novum emergens pociągające za sobą periculum libertatum (zagrożenie wolności).
Na sejmie w 1585 skargi zostały odrzucone. Sąd sejmowy uznał brata Samuela, Krzysztofa Zborowskiego, zaocznie za winnego zdrady i skazał na banicję. Instygatorem był Andrzej Rzeczycki.
W 1587 Andrzej Zborowski usiłował zdobyć tron dla Maksymiliana III Habsburga, jednak przegrał bitwę pod Byczyną.
W 1588 na sejmie koronacyjnym ustalona została ustawa, którą można by uznać za triumf Zborowskich i nazwać Lex Zborowski o crimen laesae maiestatis (Ustawą Zborowskich o zarzut zbrodni stanu – obrazy majestatu), która precyzowała postulaty Zborowczyków, dotyczące sposobu prowadzenia spraw o obrazę majestatu. Osiągnięciem demokracji szlacheckiej było pozbawienie króla, jako zainteresowanej strony, głosu decydującego. Jego miejsce zajmować mieli odtąd posłowie sejmowi. Ustawa wykluczała również ściganie buntowników w domach szlacheckich.
Sejm pacyfikacyjny 1589 uznał ścięcie Samuela Zborowskiego za zgodne z prawem.

## Ocena
W niektórych pracach Samuel Zborowski został określony jako „debilowaty zabijaka”.

## Przedstawienia w kulturze
Samuel Zborowski jest bohaterem wielu dzieł literackich, m.in. dramatu Juliusza Słowackiego Samuel Zborowski, powieści Banita (powieść) Józefa Ignacego Kraszewskiego czy książki Samuel Zborowski Jarosława Rymkiewicza. Jego postać pojawia się również w serialu Kanclerz z 1989 roku oraz filmie Żelazną ręką z tego samego roku. W obu tych produkcjach w postać Zborowskiego wcielił się Krzysztof Jasiński.